# MuMo
Le Musée Mobile, désigné par l'acronyme MuMo, est un musée itinérant d'art moderne et d’art contemporain, destiné à aller directement à la rencontre des habitants, en particulier des enfants et de toute personne qui se trouvent géographiquement ou socialement, éloignés de l’accès à la culture.

## Historique
Cette initiative est née en 2011 de la volonté d’Ingrid Brochard,, ancienne femme d’affaires ayant décidé de consacrer sa vie à sa passion pour l’art, de l'inscrire au cœur du développement des enfants[source insuffisante], en intervenant sur leurs lieux de vie : écoles, centres de loisirs, parkings de quartiers… Elle imagine alors un dispositif d'exposition itinérant permettant de proposer aux plus jeunes une rencontre directe avec des œuvres d’art moderne et contemporain.
Pour mettre sur pied ce projet, elle rencontre en 2010 l’architecte Adam Kalkin, spécialiste de la transformation des conteneurs, qui conçoit une structure déployable via un système hydraulique, tractée par un semi-remorque. Elle fait appel aux artistes Eija-Liisa Ahtila, Ghada Amer, Daniel Buren, Maurizio Cattelan, Florence Doléac, Pierre Huyghe, Jim Lambie, Paul McCarthy, Farhad Moshiri, Huang Yong Ping, Chéri Samba, Roman Signer, James Turrell et Nari Ward, rejoints plus tard par John Baldessari et Claude Lévêque, pour créer des œuvres in situ[réf. souhaitée].
Lancé sur les routes de France en octobre 2011, le MuMo traverse 7 pays d'Europe et d'Afrique : la France, le Cameroun, la Côte d'Ivoire, la Belgique, la Suisse, l'Espagne et le Luxembourg. Le Musée Mobile intervient en priorité dans les zones rurales et périurbaines.
En 2016, MuMo est lauréat de La France s'engage, et se duplique pour faire circuler les œuvres des collections publiques (Fonds régional d'art contemporain et Centre national des arts plastiques),,.
En avril 2017 est donc lancée la deuxième version du MuMo conçue par la designer Matali Crasset , avec le soutien de la Fondation Daniel et Nina Carasso. Le camion porte-conteneurs est remplacé par véritable camion-musée à expansion horizontale qui lui permet de doubler de volume et d'installer des zones d'ateliers aux abords du musée,. Conçu comme une boîte à outils, le véhicule se déploie vers l'extérieur avec des tables et des bancs permettant l’organisation d’ateliers, l’exposition de sculptures ou la projection de films d’artistes. La salle d'exposition est conçue comme un lieu dans lequel le visiteur est actif et la logique de scénographie appliquée est celle d'un cabinet de curiosités. Dans le cadre d'un partenariat, le Musée Mobile expose des œuvres issues des collections des Frac et du Cnap. Chaque changement de région implique une nouvelle exposition dont le commissariat est assuré par les services du Frac implanté sur place ou du Cnap.
En 2022, un troisième camion-musée issu de la collaboration du MuMo avec le Centre Pompidou verra le jour. Réalisé grâce à la fondation Art Explora et dédié aux collections du Centre Pompidou, il sillonnera la France et l’Europe afin de multiplier les propositions et les rendez-vous à la rencontre du public. Conçu par les architectes Hérault Arnod Architectures et l’artiste Krijn de Kooning, le MuMo x Centre Pompidou,, laisse toute leur place aux œuvres exposées. Ce futur camion a été imaginé comme un outil multifonctionnel, simple et adaptable à différents usages autour de trois espaces : la loggia, la salle d’exposition et l’alcôve. La loggia s’ouvre vers l’extérieur comme une scène de théâtre pour accueillir le public. La salle d’exposition est le cœur du dispositif, un espace épuré dans lequel les éléments techniques sont cachés afin d’éviter les perturbations visuelles face aux œuvres. L’alcôve est l’espace surélevé en prolongement de la salle d’exposition, il peut être une salle de projection avec assises, accueillir des sculptures ou être une œuvre en soi, imaginée par Krijn de Koning.

## Mécènes et partenaires
Totalement gratuit pour ses bénéficiaires, le Musée Mobile est financé grâce aux subventions publiques (Ministère de la Culture et Directions régionales des affaires culturelles, Ministère de l’Education Nationale, de la Jeunesse et des Sports, régions, départements, intercommunalités et communes) et grâce au mécénat d'entreprises ou fondations d'entreprises.
Le Musée Mobile a pour partenaires :
- ATD Quart-Monde [23] et son réseau de bibliothèques de rues,
- le Centre national des arts plastiques (Cnap),
- les Fonds régionaux d'art contemporain (Frac),
- le Centre Pompidou,
- les Délégations Académiques aux Arts et à la Culture (DAAC),
- les Directions des Services Départementaux de l’Education Nationale (DSDEN),
- les collectivités locales,
- les acteurs culturels du territoire (musées, centres d’art, centres culturels, médiathèques, artothèques…).

## Publications
- MuMo, édition Les Presses du réel, 2013
- MuMo, volume 2, 2014
- MuMo, volume 3, 2015